# ГЕС Ленч
ГЕС Ленч (нім. Löntsch) — гідроелектростанція у центральній частині Швейцарії. Споруджена у сточищі річки Ленч (ліва притока Лінту, який, своєю чергою, через Цюрихське озеро, Ліммат та Ааре належить до басейну Рейну), що дренує східну частину Швейцарських Альп.
У верхній течії Ленч, яка має назву Клон, існувало озеро природного походження Кленталерзе, утворене стародавнім зсувом. Для його використання у гідроенергетичних цілях на початку 20 століття природну споруду наростили за рахунок додаткової земляної греблі із глиняним ядром висотою 21,5 метра, довжиною 220 метрів та товщиною по гребеню 6 метрів, на спорудження якої пішло 110 тис. м3 матеріалу. У результаті з'явилась можливість накопичувати в озері до 39,8 млн м3, призначених для виробництва електроенергії.
Від водосховища до машинного залу, розташованого на виході Ленч в долину Лінту, веде дериваційний тунель довжиною 4 км, який переходить у напірну шахту довжиною 0,8 км. Основне обладнання станції становлять дві турбіни типу Френсіс потужністю по 40,5 МВт, які працюють при напорі від 364,8 до 372,3 метра, та одна типу Пелтон потужністю 8,1 МВт, призначена передусім для забезпечення власних потреб станції. Через обмежену пропускну здатність дериваційного тунелю ГЕС не може одночасно розвивати потужність більшу від 60 МВт. В підсумку станція забезпечує виробництво 114 млн кВт·год на рік.
Видача продукції відбувається по ЛЕП, що працюють під напругою 50 та 16 кВ.